# Hermann Ebert (grosserer)
 Der er flere personer med dette navn, se Hermann Ebert.
Hermann Bernhard Edvard Ebert (23. september 1855 i Aalborg – 11. juli 1936 i Sundby, Amager) var en dansk grosserer og politiker.

## Liv og karriere
Han var søn af købmand Johan Friedrich Carl Ebert (1821-1899) og hustru Augusta født Greinert (1821-1896), der begge var indvandret fra Preussen, og arbejde som ung på Kastrup Glasværk. Ebert etablerede sig 1880 som købmand og 1883 som urtekræmmer i Torvegade 28 på Christianshavn, fik 1894 grossererborgerskab og blev 1896 mester og fabrikant. Allerede tidligt tjene Ebert så gode penge, at han kunne erhverve grunde og opføre huse på dem.
Han var direktør for aktieselskaberne Hermann Eberts Dampsnedkeri og Trævarefabrik og for Dronningmølle Teglværker. Hermann Ebert huskes især som grundlægger af Eberts Villaby på Amager, hvor han fra 1894 på et nedlagt landbrug udstykkede villagrunde. Hans egen villa i kvarteret blev kaldt Sans Souci. Ebert har desuden opført Fredens Mølle (opkaldt efter fabrikken, som han var bestyrelsesformand for fra 1905) på hjørnet af Amagerbrogade og Holmbladsgade og ejendommen Sønderborg på hjørnet af Amagerbrogade og Prags Boulevard. Han var også formand for byggeselskaberne A/S Skaanegade fra 1910 og for Bygningsaktieselskabet Bellevue fra 1915.

## Tillidsposter
I 1893 var han medstifter af Sundby Handelsforening og siden formand for foreningen til 1903 og æresmedlem 1918. Fra 1917 var han medlem af Amagerbankens bankråd.
Han var medlem af Sundby Sogneråd 1895-1902 og formand 1899-1902 og borgerrepræsentant i København 1902-08. Han var Ridder af Dannebrog.
Han blev gift 17. maj 1881 i Tårnby Kirke med sin kusine Uguina Franciska Sabina (10. august 1859 i Kastrup – 28. september 1952), datter af glasmager Johan Heinrich Ebert (1829-1893) og Caroline Vilhelmine Roland (1834-1927).
Han og hustruen er begravet på Sundby Kirkegård. Ebertsgade er opkaldt efter ham.